# Ла-Тур-Бланш-Серкль
Ла-Тур-Бланш-Серкль (фр. La Tour-Blanche-Cercles) — муніципалітет у Франції, у регіоні Нова Аквітанія, департамент Дордонь. Ла-Тур-Бланш-Серкль утворено 1 січня 2017 року шляхом злиття муніципалітетів Ла-Тур-Бланш i Серкль. Адміністративним центром муніципалітету є Ла-Тур-Бланш. Населення — 555 осіб (01.01.2021).